# Аба Хуші
Аба Хуші (івр. אבא חושי, ім'я при народженні Аба Шнелер; 23 травня 1898 — 24 березня 1969) — ізраїльський політик, мер міста Хайфа в 1951—1969 роках, один із засновників і активістів молодіжного сіоністського руху «Га-Шомер га-Цаїр» (івр. השומר הצעיר) у Польщі.

## Біографія
Народився в місті Турка на Галичині в 1898 році в єврейській родині середнього достатку. Його мати, Ліба, жила на невеликій фермі, де вона вирощувала фрукти і овочі. Після розлучення з першим чоловіком, Ліба переїхала до Турки і вийшла заміж за галантерейника Зіша. Щоб уникнути війська, Зіша змінив своє ім'я на «Олександр» і взяв прізвище дружини («Шнелер»). В родині Шнелерів було шестеро дітей: Етя, Аба, Гінда, Яков, Роза і Малька.

Після хедеру, Хуші навчався в місцевій гімназії. Він знав багато мов: їдиш, німецьку, іврит, українську і польську, грецьку і латинську. Він планував вивчати медицину і навіть підписував свої зошити «Власність студента-медика Аби Шнелера», але його мрії були зруйновані початком Першої світової війни у 1914 році. Його сім'я в 1914 році тимчасово переїхала до Чехії.
Після повернення Аби до Турки в 1918 році, місто знаходилося вже під владою Польщі. Антисемітизм був на підйомі, і тому група членів га-Шомер га-цаїр організовували незалежну єврейську силу охорони. Вони успішно діяли в Турці, зупиняючи єврейські погроми та інші атаки, тоді як в інших містах Польщі ці напади на єврейське населення тривали. 4–5 серпня 1918 року в Турці була проведена конференція га-Шомер га-цаір. Хуші був одним з голів конференції, і власне там він зголосився на еміграцію на землі Ізраїлю. Навесні 1920 року, на іншій конференції га-Шомер га-цаір у Львові, Абба вперше публічно читає слова своєї поеми «В Галілеї, в Тель-Хай», натхненний мужністю Йосипа Трумпельдора на Тель-Хай. На цій конференції було вирішено, що члении га-Шомер га-цаір будуть репатріюватися в Ізраїль, а рух буде надавати допомогу в реалізації цього рішення.
Після прибуття до Палестини Хуші з товаришами займалися мощенням доріг навколо Рош Піна, а в 1920 і 1921 роках, Хуші очолив трудовий батальон «Шомрія» (івр. גדוד שומריה, Ґдуд Шомрія), який прокладав дорогу Хайфа-Джидда. У грудні 1920 року, «Шомрія» відправила Абу Хуші, на «Першу генеральну конференцію працівників Ізраїлю», під час якої був створений профспілка Ізраїлю — Гістадрут. У 1921 році Аба Хуші від імені групи, яка осушувала навколишні болота, звернулися з проханням заснувати в осушеній долині Їзреель поселення. У 1922 році прохання було задоволено і Хуші став одним із членів-засновників кібуца Бейт-Альфа.
Після створення кібуца, Хуші був посланий Єврейським національним фондом до Польщі для залучення коштів на купівлю земель і облаштування поселення. Під час поїздки до Данциг на конференції га-Шомер га-цаїр, Хуші був обраний до ради Всесвітнього руху га-Шомер га-цаїр. У 1925 році Хуші на рік відійшов від керівництва кібуцом, і перевіз свою родину з Турки до Хайфи. В 1926 Хуші одружився з Ханою з Турки. 29 березня 1927, народилася дочка Рут. Хана залишилися в Бейт-Альфа, а Хуші відправився до Хайфи, щоб допомогти у створенні сімейного ресторану і продовжувати свою діяльність від імені Гістадруту. Хана приєдналася до нього в червні. У вересні 1930 року народився син Ґаді, наступного року — син, Дан.
У 1926 році Хуші почав працювати у відділенні Гістадруту в Хайфі, і став активістом партій Ахдут га-Авода і Мапай. У 1932 році Хуші було обрано головою Ради робітників Хайфи (посада, яку він займав до 1951. Однією з перших організацій, які Хуші підтримував в Хайфі був спортивний клуб Хапоель. Хуші був обраний депутатом Кнесету Ізраїлю в 1949 році як член партії Мапай. Перед виборами 1951 року, він покинув уряд, щоб стати мером Хайфи. Як мер, він став одним із засновників у Хайфі університету, театру, Музею японського мистецтва, Музею Мане-Кац і Кармеліту.
Абба Хуші помер 24 березня 1969 року.